# Immunomodulatore
Un immunomodulatore, chiamato anche immunoregolatore, è qualsiasi farmaco in grado di variare l'attività del sistema immunitario. Tale regolazione può essere negativa se l'agente farmacologico utilizzato, che in tal caso prende nome di immunosoppressore, deprime il sistema immunitario impedendone o limitandone la sua risposta, o in caso contrario l'immunomodulatore può essere positivo se ne aumenta o favorisce l'attività e prende nome di immunostimolante. 